# Future Kiss
FUTURE KISS – dziewiąty album studyjny japońskiej piosenkarki Mai Kuraki, wydany 17 listopada 2010 roku. Utwór Tomorrow is the last Time został wykorzystany jako 36 ending (odc. 588–601) anime Detektyw Conan. Album osiągnął 3 pozycję w rankingu Oricon i pozostał na liście przez 12 tygodni, sprzedał się w nakładzie 65 179 egzemplarzy.

## Lista utworów
Wszystkie słowa są autorstwa Mai Kuraki.
| CD                   | |                                 |                                 |      |
| Nr                   | Tytuł | Kompozycja                      | Aranżacja                       | Czas |
| 1.                   | "FUTURE KISS"                                                                                            | Yue Mochizuki, Takahiro Hiraga  | Masazumi Ozawa                  | 3:51 |
| 2.                   | "wana"                                                                                                   | Silver Stream                   | Silver Stream                   | 3:25 |
| 3.                   | "Revive"                                                                                                 | Aika Ōno                        | Miguel Sá Pessoa                | 4:40 |
| 4.                   | "Watashi no, shiranai, watashi. ~precious version~ (jap. わたしの、しらない、わたし。 〜precious ver.〜) | Yue Mochizuki                   | Daisuke Ikeda                   | 4:21 |
| 5.                   | "SUMMER TIME GONE"                                                                                       | Aika Ōno                        | Takeshi Hayama                  | 4:17 |
| 6.                   | "I scream!"                                                                                              | Akihito Tokunaga                | Akihito Tokunaga                | 3:30 |
| 7.                   | "Drive me crazy"                                                                                         | Silver Stream                   | Silver Stream                   | 4:01 |
| 8.                   | "I can do it now"                                                                                        | Hidekazu Uchiike                | Daisuke Ikeda                   | 3:12 |
| 9.                   | "Beautiful ~comfortable ver~"                                                                            | Song Yang Ha                    | Song Yang Ha                    | 3:57 |
| 10.                  | "I promise"                                                                                              | Aika Ōno                        | Hitoshi Okamoto                 | 4:46 |
| 11.                  | "sound of rain"                                                                                          | Akihito Tokunaga                | Akihito Tokunaga                | 4:06 |
| 12.                  | "Tomorrow is the last Time"                                                                              | Aika Ōno                        | Takeshi Hayama                  | 4:00 |
| 13.                  | "anywhere"                                                                                               | Jon Carin, Perry Geyer          | Jon Carin, Perry Geyer          | 4:59 |
| First Press Bonus CD | |                                 |                                 |      |
| Nr                   | Tytuł | Kompozycja                      | Aranżacja                       | Czas |
| 1.                   | "boyfriend"                                                                                              | Rodney Jerkins                  |                                 | 3:48 |
| DVD                  | |                                 |                                 |      |
| Nr                   | Tytuł | Tytuł                           | Tytuł                           | Czas |
| 1.                   | "Mai Kuraki Time Capsule Movie"                                                                          | "Mai Kuraki Time Capsule Movie" | "Mai Kuraki Time Capsule Movie" |      |

## Notowania
| Lista                      | Pozycja |
| -------------------------- | ------- |
| Oricon Daily Albums Chart  | 2       |
| Oricon Weekly Albums Chart | 3       |
| Billboard Japan Top Albums | 12      |